# Die Ballade von der Typhoid Mary
Die Ballade von der Typhoid Mary ist ein Roman von Jürg Federspiel. Das Buch erschien 1982 im Suhrkamp Verlag.

## Inhalt
Der Roman ist die freie literarische Bearbeitung der Geschichte der Mary Mallon, die in den USA der Jahrhundertwende als Typhoid Mary bekannt wurde. Beginn des Romans ist ein Prolog, der das Einlaufen der Leibnitz, eines verwahrlosten Segelschiffes, in den New Yorker Hafen am 11. Januar 1868, schildert. Mary Mallon, die sich als Tochter des verstorbenen Koches ausgibt, kommt als Waise an. Von nun an wird das Geschehen aus Sicht des schweizstämmigen Kinderarztes Howard J. Rageet, der sich 1938, nach dem Tode Marias des Falles annimmt und mit dem literarischen Mittel der Ballade die wenigen biographischen Daten als Rückblende literarisch ausgestaltet. Es wird ein auf die Emigranten abstossend wirkendes New York gezeigt, in dem es wenige Gewinner und viele Verlierer gibt. Das kulturelle Leben ist von Geschmacklosigkeit und Dekadenz geprägt. Der damaligen Medizin ist es zwar möglich, die Übertragung von Typhus zu beschreiben, von der Möglichkeit, dass einige Menschen als sogenannte Dauerausscheider Überträger der Krankheit sein können, ohne dass sie bei ihnen ausbricht, wusste man nichts. Mary nimmt nach einiger Zeit eine Anstellung als Köchin an, wo sie bald aufsteigt und überträgt so die Krankheit im New Yorker Grossbürgertum. Der Roman endet mit dem Tod des Arztes, seinem Abschiedsbrief ist noch eine Speisekarte aus einem Hotel angefügt, in dem Mary gearbeitet hat.

## Kritik
„Zu allem Überfluß ist das Buch auch noch ziemlich komisch, manchmal wie ein guter Slapstickfilm. Und: es ist aus einer heutigen Perspektive erzählt, also aus gesundheitlich gesicherten Zeiten. Allerdings ist der Arzt, der es erzählt, heute erzählt, auch nicht besser dran als die Typhus-Opfer seiner Heldin. Er stirbt an einer heimtückischen Krankheit, wahrscheinlich an Krebs. Die Wiederbelebungsversuche, die Federspiels ironische Prosa unternimmt, gelten dem schwarzen Humor.“

### Ausgaben
- Jürg Federspiel: Die Ballade von der Typhoid Mary. Suhrkamp, Frankfurt am Main 1982 (Erstausgabe).